# Diadelia x-brunnea
Diadelia x-brunnea är en skalbaggsart som beskrevs av Stefan von Breuning 1939. Diadelia x-brunnea ingår i släktet Diadelia och familjen långhorningar.
Artens utbredningsområde är Madagaskar. Inga underarter finns listade i Catalogue of Life.